# Das bunte Leben
Das bunte Leben (französisch La Vie mélangée) ist ein Gemälde von Wassily Kandinsky. Nach dem Ankauf durch die Bayerische Landesbank 1972 wurde das Gemälde bis zur Restitution an die Erben Lewenstein 2023 aufgrund der Empfehlung der Beratenden Kommission im Zusammenhang mit der Rückgabe NS-verfolgungsbedingt entzogenen Kulturguts, insbesondere aus jüdischem Besitz im Münchner Museum Lenbachhaus als Dauerleihgabe ausgestellt. Es gilt als eines der Schlüsselwerke des Malers. „Es ist eine farbenfrohe Hymne an die russischen Traditionen – und steht damit im Gegensatz zum zeitgeistlichen Streben des Zaren und der russischen Elite hin zur westlichen Kultur.“ Im März 2017 wurde vor einem US-amerikanischen Gericht die Restitution geltend gemacht, wonach das Kandinsky-Bild aus dem Besitz der niederländisch-jüdischen Familie Lewenstein stammte und bei der Versteigerung beim Auktionshaus Muller in Amsterdam am 7. oder 8. Oktober 1940 nach der Besetzung der Niederlande durch die deutsche Wehrmacht als Zwangsverkauf und damit als illegale NS-Raubkunst unter Zwang und Druck verkauft wurde.

## Kunsthistorische Bedeutung und Beschreibung
Der russische Maler Wassily Kandinsky – und mit ihm eine ganze Generation junger Künstler – lehnte es ab, sein Land durch den Filter westlich geprägten wissenschaftlichen und kulturellen Denkens zu sehen. Stattdessen schwärmte er für das spezifisch russische, noch nicht von der Moderne korrumpierte Wesen. Im Jahr 1889 unternahm er im Kontext seines Jurastudiums eine Reise in den Ural, um das traditionelle Rechtssystem der Syrjänen zu erkunden. Auf dieser Reise erkrankte er an Typhus. Seine vom Fieber hervorgerufenen Visionen gelten als „Schlüsselerlebnis“, das Kandinsky veranlasste, Maler zu werden. In dem Bild Das bunte Leben verarbeitete er die Eindrücke der Exkursion.
Gleichzeitig markiert das 1907 in Paris entstandene Gemälde den Abschluss seiner „Werkgruppe“ der sogenannten „farbigen Zeichnungen“. Bilder wie Das bunte Leben oder das im selben Zeitraum entstandene Reitende Paar zeugen davon, wie weit Kandinsky noch dem Jugendstil verhaftet war. Zudem zeigt sich der Einfluss der Volkskunst auf sein Frühwerk: „Die Menschen in ihren bunten Trachten sah er ‚wie bunte lebende Bilder auf zwei Beinen‘ herumlaufen.“
Für die Kunsthistorikerin Kia Vahland ist Das Bunte Leben „ein Schlüsselwerk der Moderne. Kandinsky zeigt hier, was das menschliche Dasein ausmacht. Eine russische Matrone beißt in einen Apfel, eine pausbackige junge Frau sucht die Töne auf ihrer Flöte. Ein Brautpaar setzt zum Kuss an, ein Pope zeigt sein Kreuz, ein greiser Wanderer seinen grünen Bart. Junge Leute spielen Fangen, ältere rüsten sich mit Schwertern, Pfeil und Bogen zum Gefecht. […] Hoch oben über Wolken thront auf einem fett gestrichelten Berg eine Burg. Das Leben flirrt, die Menschen in der Flusslandschaft sind erkennbar, aber lösen sich beim Nähertreten auf.“ Ohne dieses Bild sei nicht zu verstehen, wie Kandinsky „von seinem gegenständlichen Frühwerk zu seinen leuchtenden Abstraktionen kam, mit denen er die Kunstgeschichte revolutionierte.“

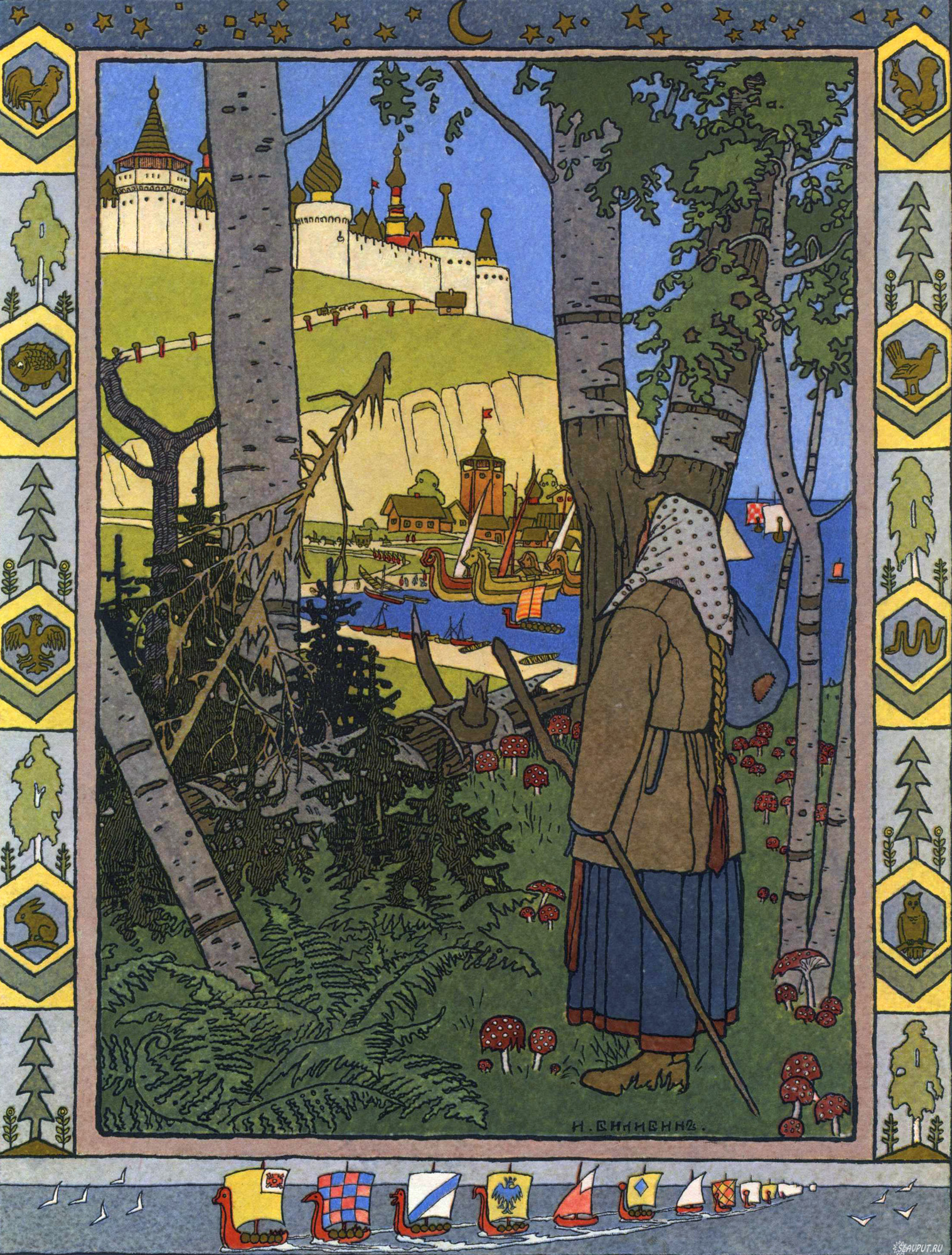
Iwan Jakowlewitsch Bilibin: Illustration zu dem Märchen Die Feder des Finist des hellen Falken

Die Kunsthistorikerin Annabell Howard sieht mit „den Farbtupfern der russischen Szenen und Märchenbilder, die juwelenartig auf dunklen Grund gesetzt sind, oder den unregelmäßigen Flecken und gegeneinander abgesetzten reinen Farbzonen der ersten Murnau-Landschaften und ersten ‚Improvisationen‘ von 1908/09 schon Verbindungen“ zum Divisionismus der Neo-Impressionisten und den frühen Bildern der Fauves (Matisse und Derain):

„Gerade bei den leuchtenden Gelb-, Blau- und Rot-Tönen, die ab 1907 Kandinskys Leinwand beherrschen, muss man unwillkürlich an die betont reinen Farben der Fauves denken. Über die Farbzerteilung der Neo-Impressionisten und über die Technik der Fauves, die allein durch Farbe bewegte Strukturen auf der Bildoberfläche erzielten, gelangte der Künstler allmählich zur Auflösung des Gegenstandes. Die Murnau-Landschaften markieren einen künstlerischen Neubeginn, sie zeigen eine üppig farbige, spielzeugartige, lustvolle Welt, eine leuchtende tupfenartige Farbgestaltung, und diese romantische Vision der Unschuld taucht in Kandinskys Arbeiten als Relikt einer vergangenen slawischen Märchenwelt immer wieder auf: Reiter, Schlösser, Lanzenträger, Segelboote, Regenbogenbrücken und anderes. Indem er aber die Farbe zum Selbstzweck erhob, konnte er die allzu simplen Assoziationen dieser Bilder unter Kontrolle bekommen. Seine Bilder sollten einen Geisteszustand schildern, sollten Manifestationen der Seele sein. Die von gegenständlichen Bezügen unabhängigen Kompositionen, vom Künstler zunächst als Endpunkt malerischer Auseinandersetzung empfunden, erwiesen sich bald als neuer Anfang, ein Vorstoß auf dem Weg der emotionellen Bilderfindung.“

Kandinsky nahm mit seinen Bildern Reitendes Paar und Das bunte Leben auch Bezug zum Werk des Malers und Buchillustrators Iwan Jakowlewitsch Bilibin (1872–1942); dieser schuf 1899 zu dem russischen Märchen Perysko Finista Jasna-Sokola (Das Federchen von Finist, dem hellen Falken) mehrere Werke, die möglicherweise von Kandinsky als Motivvorlage adaptiert wurden. In seinem Manuskript zu Bühnencomposition  II,  Stimmen, das vermutlich ein Jahr später zwischen 1908 und 1909 entstand, nahm Kandinsky die Motive des Bildes wieder auf: die Personen aus dem Bunten Leben erscheinen nun als Bühnenfiguren; Kandinsky weist ausdrücklich auf die in Sèvres entstandene Vorlage hin.

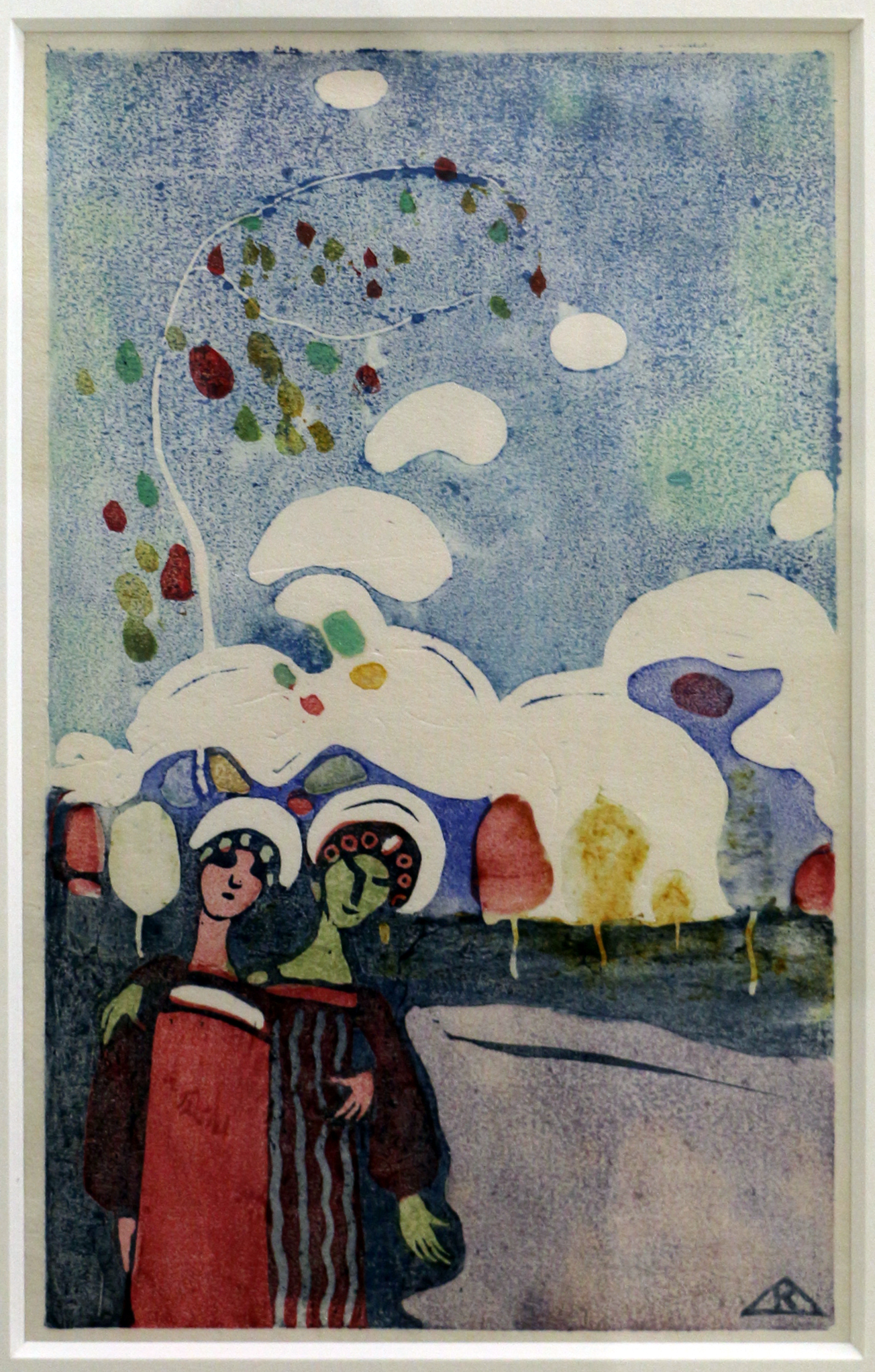
Wassily Kandinsky: Zwei Mädchen (1907). Musée National d’Art Moderne, Paris

Nach Ansicht von Annegret Hoberg war Das bunte Leben für Kandinsky „offensichtlich ein Schritt hin zu neuen formalen  Ausdrucksmitteln.“  Hans Konrad Roethel (1982) hingegen betont eher die ikonographische Seite des Werks:

„In ikonographischer Hinsicht ist dieses Gemälde eines der wichtigsten Werke Kandinskys. Der Titel, die bunten Farben, die Überfülle  der Figuren, Handlungen und  Ereignisse, alles  deutet darauf  hin, dass Kandinsky nichts weniger im Sinn hatte als eine Darstellung des gesamten Lebens oder – genauer gesagt – eine Verbildlichung  aller weltlichen  und  geistlichen Aspekte des russischen Lebens in Vergangenheit und Gegenwart.“

Auch wenn sich Kandinsky in den folgenden Jahren formal stärker vom Gegenstand entfernen wird, so scheint für Natascha Niemeyer-Wasserer „doch der Inhalt deswegen nicht weniger bedeutsam für Kandinsky zu werden.“ Diese künstlerische Einstellung manifestiert sich auch in den Gedichten und Bühnenkompositionen, die Claudia Emmert untersuchte, so dass ihr Fazit ähnlich lautet:

„Im  Kontext religiös-philosophischer Gedanken seiner Zeit betrachtet, kommt dem  Werk Kandinskys neue Aussagekraft zu. Es mußte daher  der Begriff des künstlerischen ‚Inhalts‘ überprüft werden. Dabei stellte sich heraus, daß Kandinsky die Lösung von der gegenständlichen Maltradition keinesfalls als Verzicht auf jegliche inhaltliche Aussagekraft seiner Werke verstand. Vielmehr hatte er sein Schaffen, zumindest bis zum Ausbruch des Ersten Weltkrieges, ganz der Verkündigung eschatologischer Hoffnungen verschrieben.“

## Geschichte

### Provenienz
Das bunte Leben wurde Anfang 1907 in Sèvres bei Paris gemalt und gilt als Hauptwerk der frühen Werkphase Kandinskys. Um 1919/20 wurde das Gemälde von Paul Citroen erworben, der seit 1917 in den Niederlanden für die Sturm-Galerie arbeitete, die wiederum mit der expressionistischen Zeitschrift Der Sturm verbunden war.
Paul Citroen verkaufte Das bunte Leben im November 1927 für 900 Gulden an den niederländischen Fabrikanten und Kunstsammler Emanuel A. Lewenstein und seine Ehefrau Hedwig Lewenstein Weyermann. Die Familie Citroen war verwandtschaftlich mit der Familie Weyermann verbunden. Nach dem Tod Lewensteins im Jahr 1930 wurde Hedwig Lewenstein Weyermann alleinige Eigentümerin des Gemäldes. 1933 stellte sie es dem Stedelijk Museum in Amsterdam als Leihgabe zur Verfügung. In ihrem Testament hatte die 1937 verstorbene Hedwig Lewenstein festgelegt, dass ihr Vermögen zu gleichen Teilen an ihre beiden noch lebenden Kinder Robert und Wilhelmine Lewenstein vererbt werden sollte. Die Sammlung der „Gemälde und Radierungen“ sollte von einem Sachverständigen in zwei gleichwertige Lose aufgeteilt und dann in einem Losverfahren den Erben zugewiesen werden. Ob es dazu gekommen ist, kann nicht mehr festgestellt werden. Am 8. Dezember 1938 stellte der Direktor der städtischen Museen von Amsterdam, David Röell, für eine nicht eindeutig zu identifizierende „Frau Lewenstein“ eine Bescheinigung aus, der zufolge das Stedelijk Museum das Gemälde Das bunte Leben in Verwahrung genommen hat. Die näheren Umstände wurden nicht erwähnt.

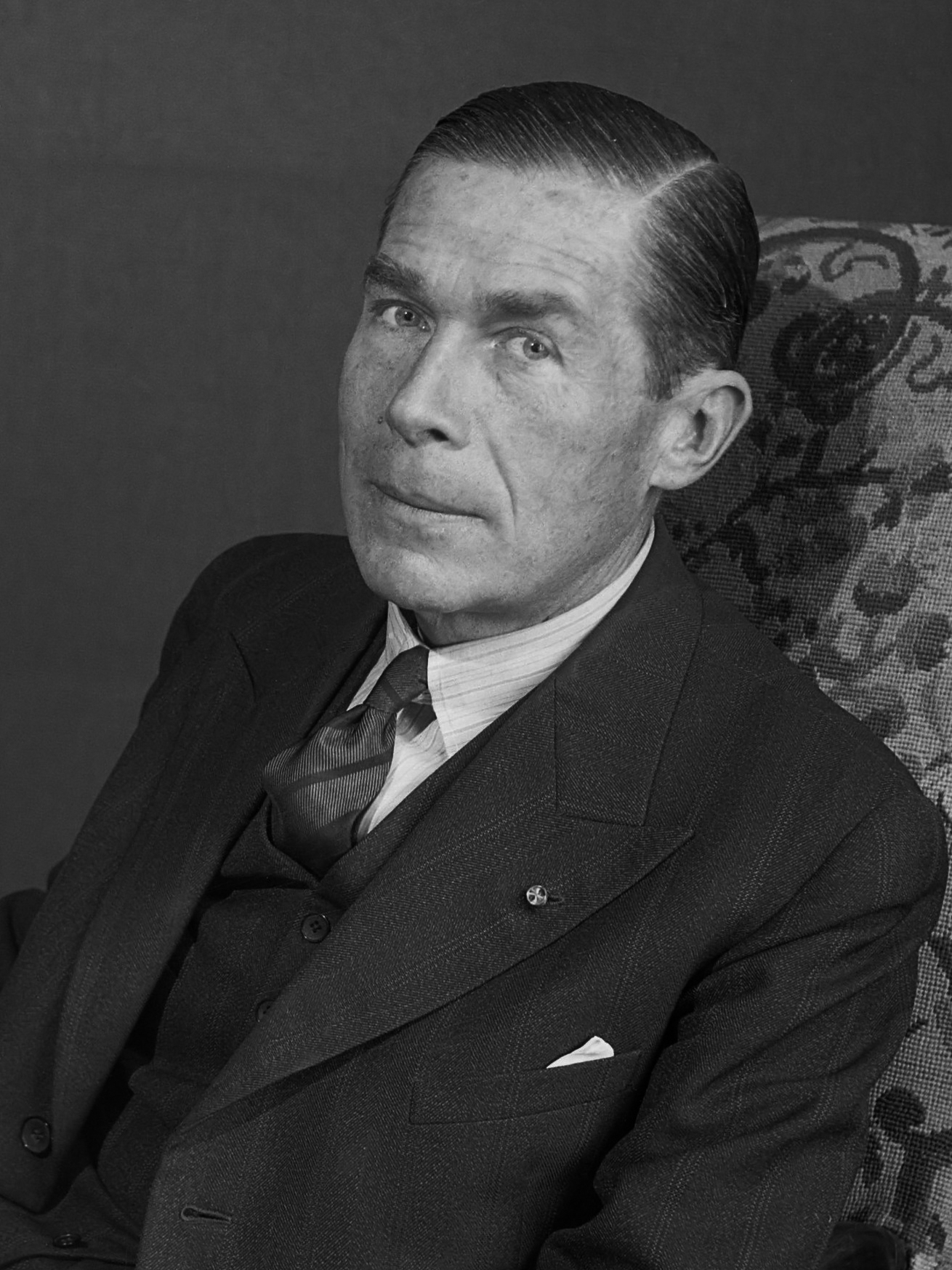
David Röell (1945)

Das bunte Leben wurde am 5. September 1940 von einem Boten des jüdischen Kunsthändlers Abraham Mozes Querido (1897–1944) im Amsterdams Historisch Museum abgeholt, das seinerzeit noch Teil des Stedelijk Museum war, und in dem das Gemälde ausgestellt war. Querido war seinerzeit für den Kunsthändler Alois Miedl tätig, der in großem Umfang mit Raubkunst handelte. Das Gemälde wurde als Los Nr. 204 am 9. Oktober 1940 im Auktionshaus Frederik Muller & Co. versteigert. Die Losbeschreibung wies als Herkunft den Nachlass eines Erblassers L. aus Amsterdam aus. Die Umstände der Einlieferung und der Versteigerung sind strittig. Die Erben der Familie Lewenstein gehen von einem Zwangsverkauf aus, die Bayerische Landesbank als späterer Besitzer von einer freiwilligen Einlieferung im Rahmen der Scheidung von Irma Klein und Robert Lewenstein.
Erworben wurde Das bunte Leben von dem jüdischen Sammler Sal Slijper. Mit Zustimmung Slijpers versteckte Röell dieses Gemälde und einen von ihm selbst auf der Auktion erworbenen Kandinsky, das Bild mit Häusern aus dem Jahr 1909, im Depot des Stedelijk Museum. In dessen Verzeichnissen wurde Das bunte Leben weiter als Eigentum der Familie Lewenstein geführt, als hätte es keinen Besitzerwechsel gegeben, wahrscheinlich zum Schutz Sal Slijpers. Sal Slijper verlieh Das bunte Leben von 1957 bis 1963 an das Stedelijk Museum, anschließend bis 1971 an das Gemeentemuseum Den Haag.
Die Witwe Slijpers bot das Gemälde nach dessen Tod im Jahr 1971 zum Verkauf an. Als das Lenbachhaus davon erfuhr, betrieb Erika Hanfstaengl in der Funktion als kommissarische Museumsleiterin 1972 den Ankauf des Werks Das bunte Leben durch die Bayerische Landesbank. Die Bayerische Landesbank (BayernLB) hat das Bild nach dem Erwerb an die Städtische Galerie im Lenbachhaus ausgeliehen. Der wahre Ursprung des Werks war bis 2015 unbekannt.

### Auseinandersetzung um die Restitution
Auf der Auktion von Frederik Muller & Co. im Jahr 1940 wurde neben Das bunte Leben auch das Werk Bild mit Häusern von Wassily Kandinsky angeboten, das ebenfalls aus der Sammlung Lewenstein stammte. Es wurde von David Röell ersteigert und befand sich seither im Stedelijk Museum in Amsterdam. Die niederländische Restitutie Commissie entschied am 22. Oktober 2018 verbindlich, dass das Bild mit Häusern im Bestand des Stedlijk Museum bleibt. Diese Entscheidung wurde 2020 von einem Amsterdamer Gericht bestätigt. 2019 wurde die niederländische Restituierungspolitik geändert. Die bislang maßgebliche Abwägung der Interessen von Erben und neuen Besitzern trat in den Hintergrund. Die Stadt Amsterdam als Träger des Stedelijk Museum entschied im August 2021, das Bild mit Häusern an die Erben der Familie Lewenstein zurückzugeben.
Erstmals im Jahr 2004 stießen niederländische Forscher auf die Raubkunst-Auktion von 1940 und die Kandinsky-Gemälde. 2015 wandten sich die Nachfahren der Familie Lewenstein an die BayernLB, um auf eine Herausgabe des Gemäldes zu dringen. Danach wurde die Forderung der Erben zurückgewiesen. »Rechtliche Ansprüche hinsichtlich des Gemäldes, insbesondere auf Herausgabe, sind uns nicht ersichtlich«, teilte die BayernLB den Erben damals in einem Schreiben mit. Sie war allerdings zunächst nur unter der Voraussetzung bereit, den Fall zur Prüfung an die Limbach-Kommission zu übergeben, dass das Gemälde letztendlich im Lenbachhaus verbleibt, um „dem besonderen Bezug Kandinskys zur Stadt München und der Region Oberbayern“ Rechnung zu tragen. Der Leiter des Lenbachhauses Matthias Mühling, hat 2017 im Einvernehmen mit der Stadt München der Landesbank als Besitzerin geraten, die Limbach-Kommission anzurufen, um eine Empfehlung zu erhalten. Der Fall wurde dort ab Herbst 2020 begutachtet und verhandelt.
Im März 2017 forderten die Erben das Kandinsky-Gemälde vor einem New Yorker Distriktgericht zurück. Das Bild sei den rechtmäßigen Besitzern 1940 in einem Verstoß gegen internationale Gesetze weggenommen worden, heißt es in der Klage, die am 3. März 2017 bei dem Gericht eingereicht worden ist. Die Nachfahren der Eigentümer klagten auf Herausgabe des Bildes oder 80 Millionen Dollar; zudem warfen sie der BayernLB vor, beim Kauf des Bildes den wahren Ursprung des auf mehrere Millionen Euro taxierten Werkes zumindest geahnt zu haben. Die BayernLB hätte wissen können, dass das Gemälde gestohlen gewesen sei, hieß es in der Klage. „Der Ankauf des Bildes wurde vom Lenbachhaus organisiert, das die Fähigkeit hat, die Herkunft des Bildes zu untersuchen und festzustellen, ob es wahrscheinlich ist, dass es von den Nazis geraubt wurde.“ Daraufhin äußerte der Museumsdirektor Matthias Mühling, dies sei mehrfach passiert – aber ohne Ergebnis. Aus heutiger Sicht sei das mehr als unbefriedigend. Die Auseinandersetzung fand internationale Beachtung, nachdem der kanadische Kunstdetektiv James Palmer im Auftrag der Familie Lewenstein im März 2017 damit an die Öffentlichkeit getreten war.
Im Juni 2023 veröffentlichte die Limbach-Kommission ihre Empfehlung zur Restitution. Es ist der Empfehlung zufolge nicht gelungen, die genauen Umstände der Eigentumsübertragungen zwischen 1937 und 1940 aufzuklären. Die Beweislast für einen rechtmäßigen Erwerb liege jedoch in Fällen mutmaßlicher NS-Raubkunst beim Erwerber, nicht bei den Alteigentümern und ihren Erben. Es sei der Bayerischen Landesbank nicht gelungen, die freiwillige Einlieferung des Gemäldes zur Versteigerung im Jahr 1940 zu beweisen. Im Juli 2023 folgte der Haushaltsausschuss des Bayerischen Landtags dieser Empfehlung und billigte die Rückgabe des Bildes; letztlich liegt die Entscheidung bei der Bayerischen Landesbank.

## Filmographischer Hinweis
Das bunte Leben wurde in der Arte-Fernsehreihe Hundert Meisterwerke und ihre Geheimnisse vorgestellt. Deutsche Erstausstrahlung der Sendung war am 3. Januar 2016.